# Justin Inzun Kakiak
Justin Inzun Kakiak est l'administrateur général de l'Agence nationale de renseignements (ANR) congolaise de mars 2019 à décembre 2021 et depuis le 31 mai 2024.
Il est originaire de la province du Kwilu.
Inzun Kakiak intègre l'appareil de renseignement au début des années 1980.
Inzun Kakiak est chef du département extérieur de 2003 à 2006. En 2011, Inzun Kakiak est nommé administrateur général adjoint, sous la direction de Kalev Mutond.
En mars 2019, il est nommé administrateur général de l'ANR par le président Félix Tshisekedi en remplacement de Kalev Mutond, très proche de l'ancien président Joseph Kabila et sous le coup de plusieurs sanctions internationales pour la répression organisée par l'ANR lors de la crise de 2016. Son adjoint est Jean-Hervé Mbelu Biosha.
Le président Tshisekedi souhaite, par cette nomination, que l'ANR présente un visage plus humain. Diverses personnes et organisations, dont Human Rights Watch, critiquent toutefois cette nomination car Inzun Kakiak, en tant qu'adjoint de Mutond pendant 8 ans, reste associé aux exactions de l'ANR (répression générale, violences, arrestations et torture d'opposants),,.
Le 7 décembre 2021, le président Tshisekedi le remplace par son adjoint Jean-Hervé Mbelu Biosha,. Inzun Kakiak devient alors ambassadeur extraordinaire et plénipotentiaire auprès de la république du Congo.
Le 31 mai 2024, le président Tshisekedi le rappelle au poste d'administrateur de l'ANR. Augustin Mulumba Nsabwa est son adjoint.